# Danh sách cơ quan đại diện ngoại giao của Estonia

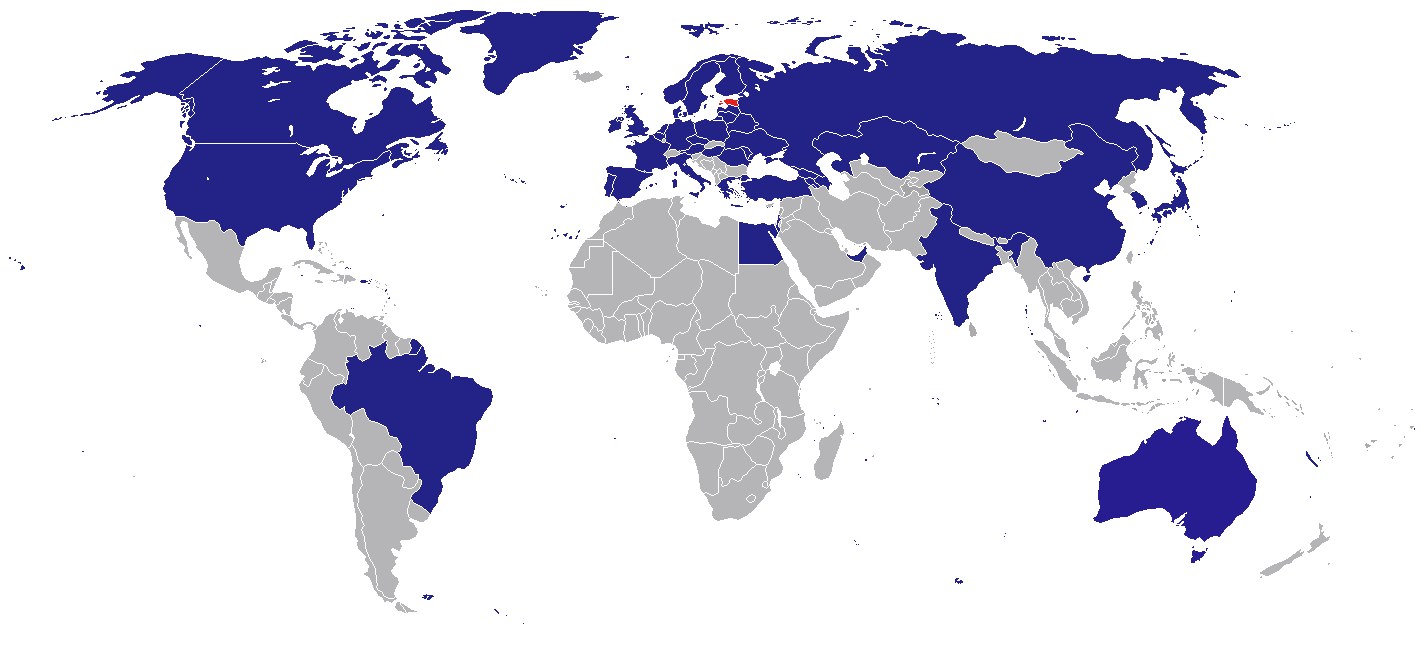
Các quốc gia có cơ quan đại diện ngoại giao của Estonia

Danh sách này liệt kê các cơ quan ngoại giao của Estonia ở các nước khác. Sau khi Estonia phục hồi độc lập từ Liên Xô, vào ngày 12 tháng 4 năm 1990, Bộ Ngoại giao của nước này đã được tái thành lập. Ban đầu, nhân viên của bộ phải làm việc liên tục trong tuần và chỉ có các cơ sở và vật tư cơ bản. Sau khi đảm bảo cho sự công nhận quốc tế của Estonia, các đại sứ quán đã được mở ở New York, Helsinki, Stockholm, Copenhagen, Bonn, Paris và Moscow.
Chính phủ Estonia xem việc sáp nhập Estonia vào Liên Xô là bất hợp pháp, và Bộ Ngoại giao vẫn hoạt động liên tục từ năm 1918 đến nay.
Các nước Estonia, Latvia, Lithuania (các nước Baltic) cùng với các nước Bắc Âu đã ký kết một thỏa thuận để đăng cai các nhân viên ngoại giao tại các đại sứ quán của nhau ở các nước khác, với sự hỗ trợ của nhóm Tám quốc gia vùng Baltic và Bắc Âu.
Tổng số địa điểm đại sứ quán Estonia: 41

## Châu Phi
- Ai Cập
  - Cairo (Đại sứ quán)

## Châu Mỹ
- Canada
  - Ottawa (Đại sứ quán)
- Hoa Kỳ
  - Washington, D.C. (Đại sứ quán)
  - New York (Tổng lãnh sự quán)
  - San Francisco (Tổng lãnh sự quán)

## Châu Á
- Azerbaijan
  - Baku (Đại sứ quán)
- Trung Quốc
  - Bắc Kinh (Đại sứ quán)
- Georgia
  - Tbilisi (Đại sứ quán)
- Ấn Độ
  - New Delhi (Đại sứ quán)
- Israel
  - Tel Aviv (Đại sứ quán)
- Nhật Bản
  - Tokyo (Đại sứ quán)
- Kazakhstan
  - Astana (Đại sứ quán)
- Singapore
  - Singapore (Đại sứ quán)
- Hàn Quốc
  - Seoul (Đại sứ quán)
- Thổ Nhĩ Kỳ
  - Ankara (Đại sứ quán)
- UAE
  - Abu Dhabi (Đại sứ quán)

## Châu Âu
- Áo
  - Vienna (Đại sứ quán)
- Belarus
  - Minsk (Đại sứ quán)
- Bỉ
  - Brussels (Đại sứ quán)
- Séc
  - Prague (Đại sứ quán)
- Đan Mạch
  - Copenhagen (Đại sứ quán)
- Phần Lan
  - Helsinki (Đại sứ quán)
- Pháp
  - Paris (Đại sứ quán)
- Đức
  - Berlin (Đại sứ quán)
- Hy Lạp
  - Athens (Đại sứ quán)
- Hungary
  - Budapest (Đại sứ quán)[7]
- Ireland
  - Dublin (Đại sứ quán)
- Ý
  - Rome (Đại sứ quán)
- Latvia
  - Riga (Đại sứ quán)
- Lithuania
  - Vilnius (Đại sứ quán)
- Moldova
  - Chișinău (Đại sứ quán)
- Hà Lan
  - The Hague (Đại sứ quán)
- Na Uy
  - Oslo (Đại sứ quán)
- Ba Lan
  - Warsaw (Đại sứ quán)
- Bồ Đào Nha
  - Lisbon (Đại sứ quán)
- Romania
  - Bucharest (Đại sứ quán)
- Nga
  - Moscow (Đại sứ quán)
- Tây Ban Nha
  - Madrid (Đại sứ quán)
- Thụy Điển
  - Stockholm (Đại sứ quán)
- Ukraine
  - Kyiv (Đại sứ quán)
- Vương quốc Anh
  - London (Đại sứ quán)

## Châu Đại Dương
- Úc
  - Canberra (Đại sứ quán)

## Tổ chức đa phương
- Bruxelles
  - Đại diện thường trực tại NATO
  - Đại diện thường trực tại Liên minh châu Âu
- Genève
  - Đại diện thường trực tại Trụ sở Liên Hợp Quốc và các tổ chức quốc tế khác
- Nairobi
  - Văn phòng Đại diện thường trực, được công nhận cho Tổ chức Môi trường Liên hợp quốc
- Thành phố New York
  - Đại diện thường trực tại Liên Hợp Quốc
- Paris
  - Đại diện thường trực cho Tổ chức Hợp tác và Phát triển Kinh tế
- Strasbourg
  - Đại diện thường trực tại Ủy hội châu Âu
- Viên
  - Đại diện thường trực cho Tổ chức An ninh và Hợp tác Châu Âu

## Hình ảnh

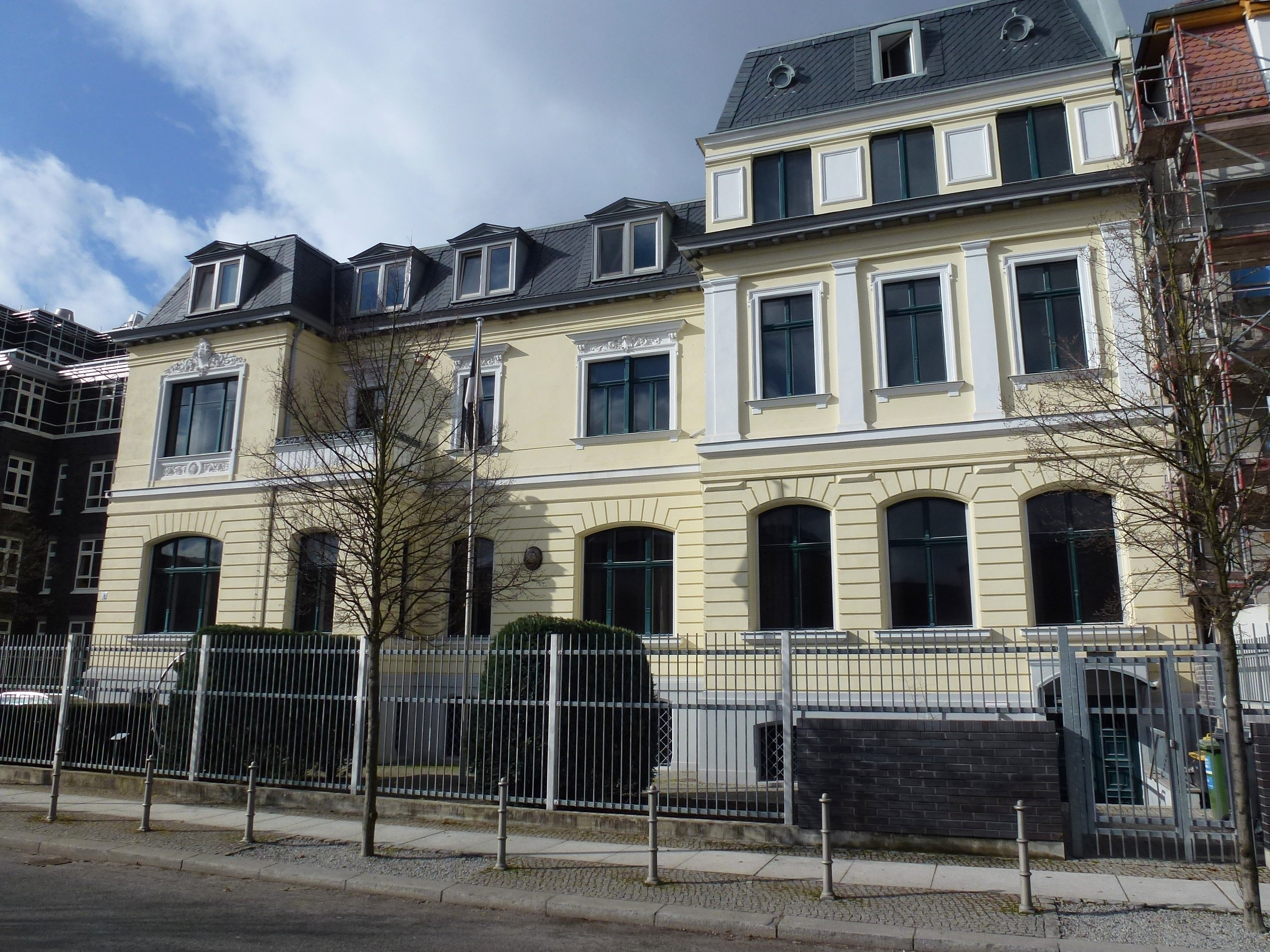
Đại sứ quán tại Berlin
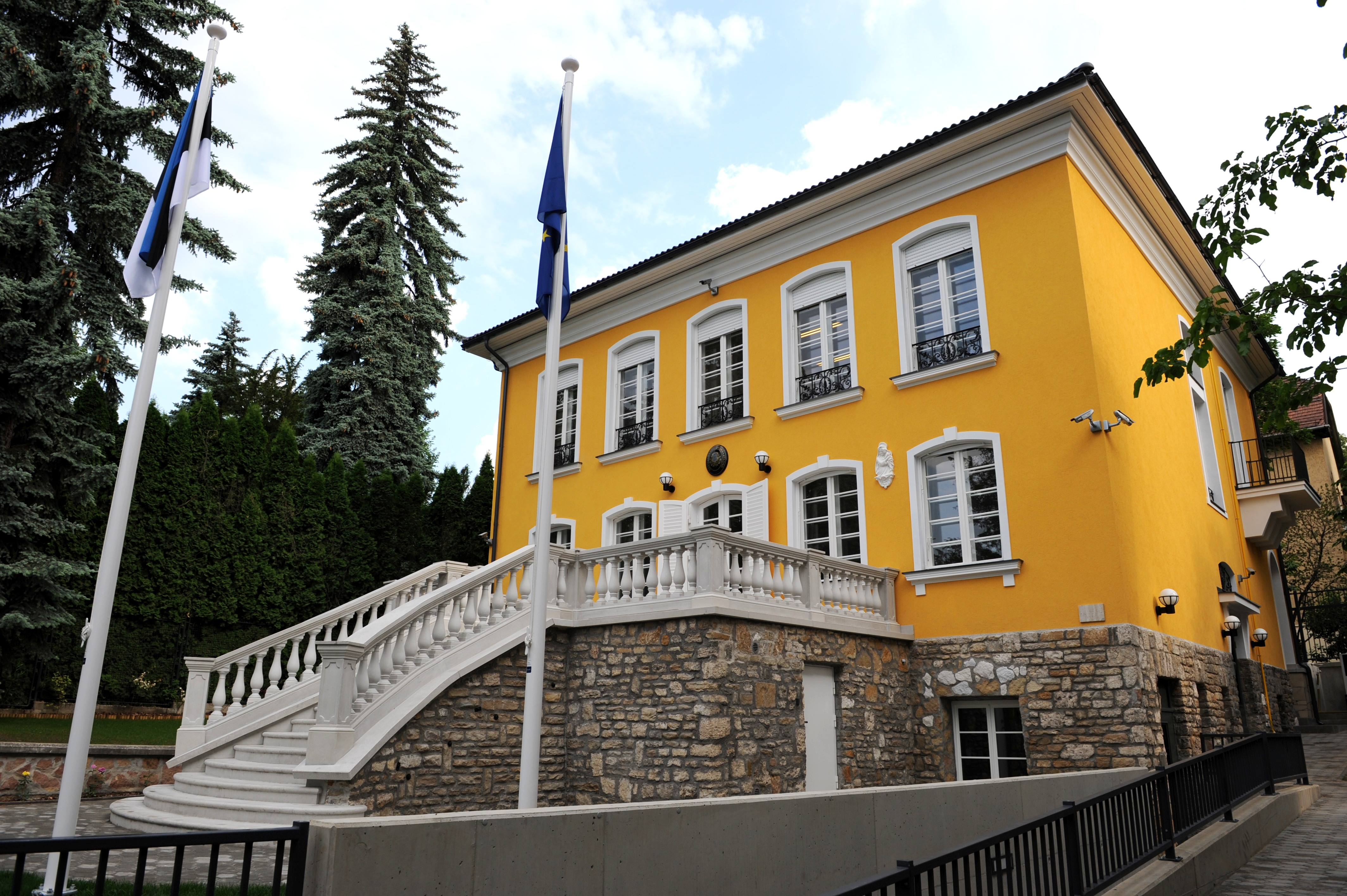
Đại sứ quán tại Budapest
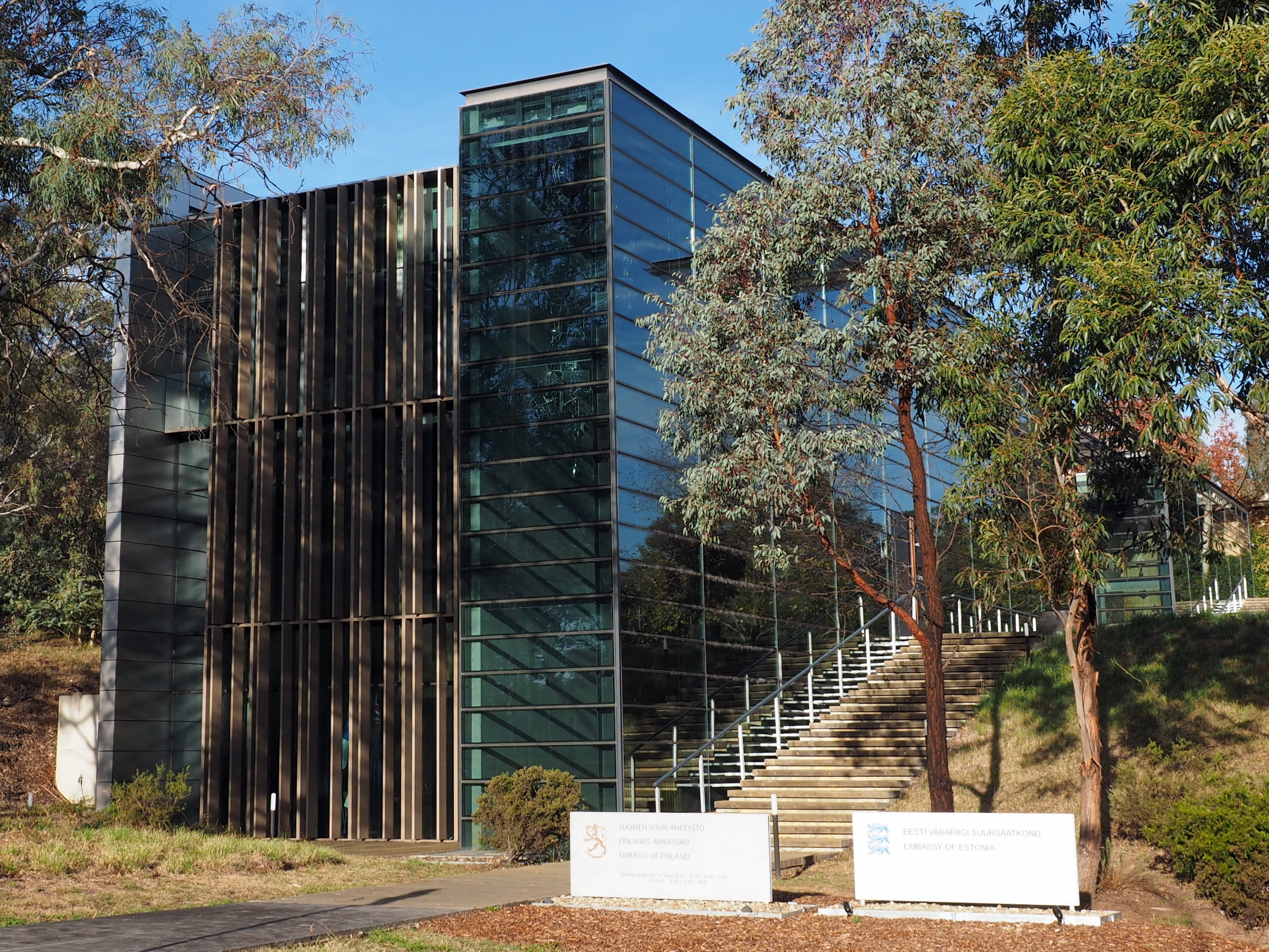
Đại sứ quán tại Canberra (phía sau)
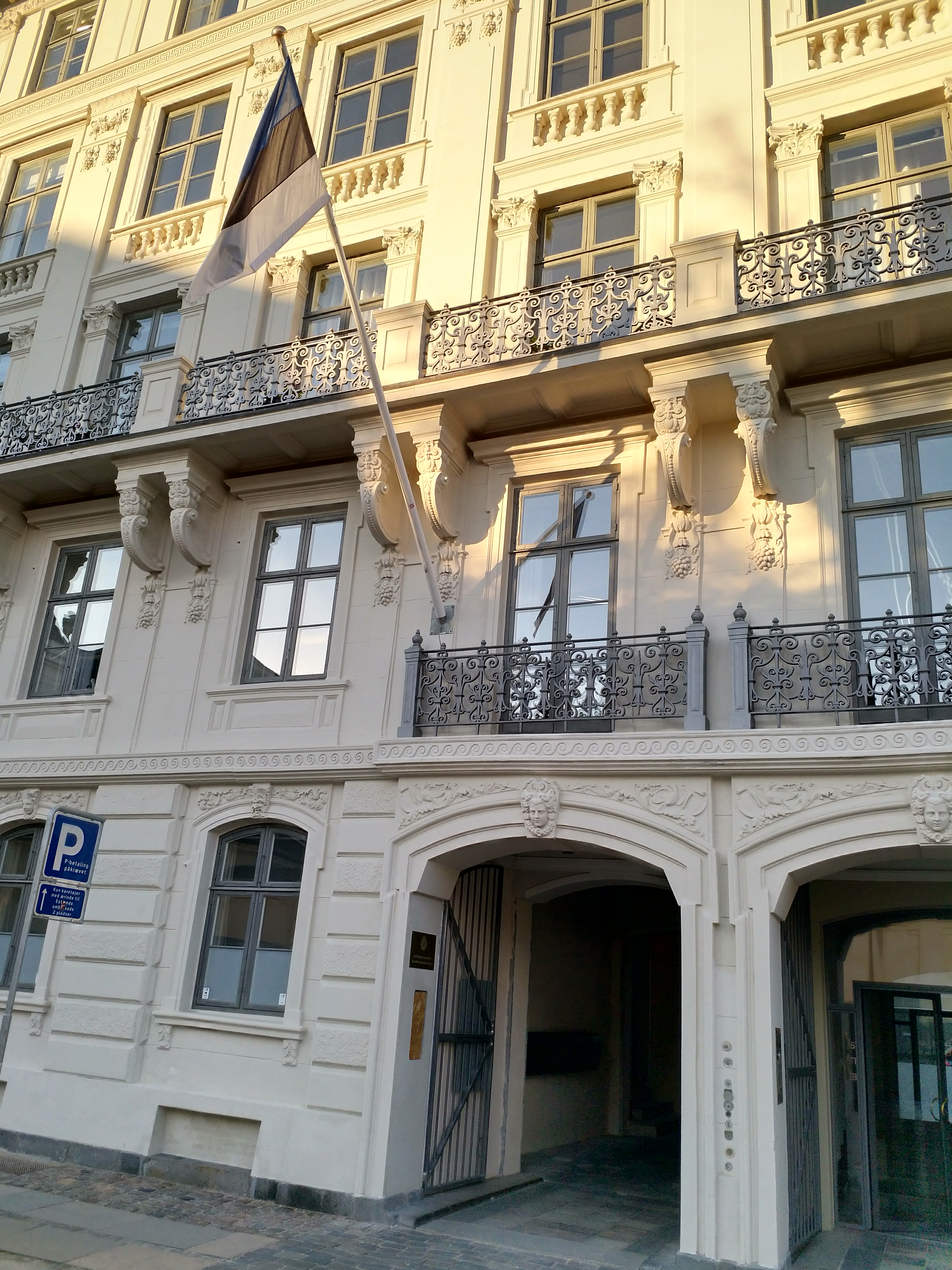
Đại sứ quán tại Copenhagen
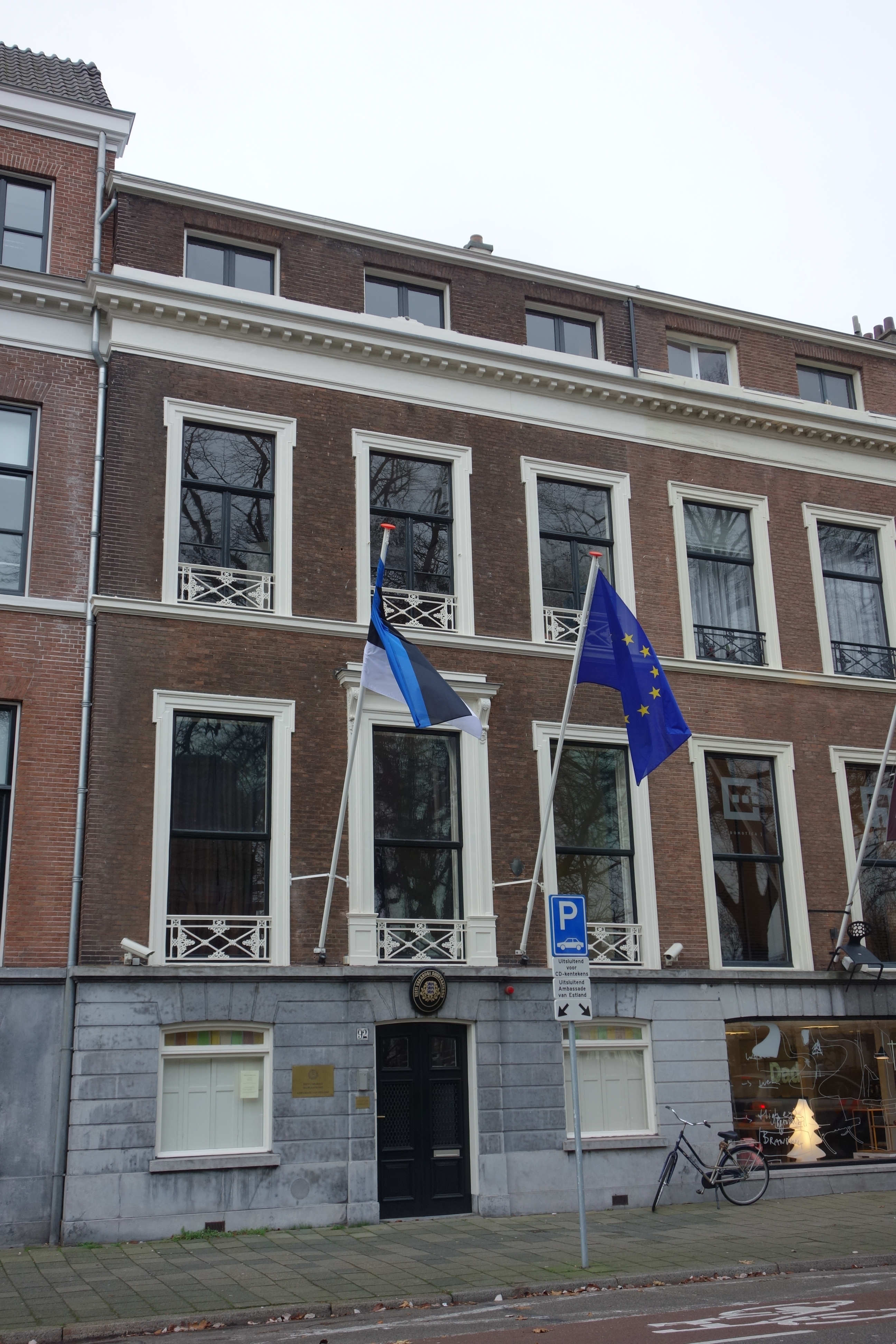
Đại sứ quán tại The Hague
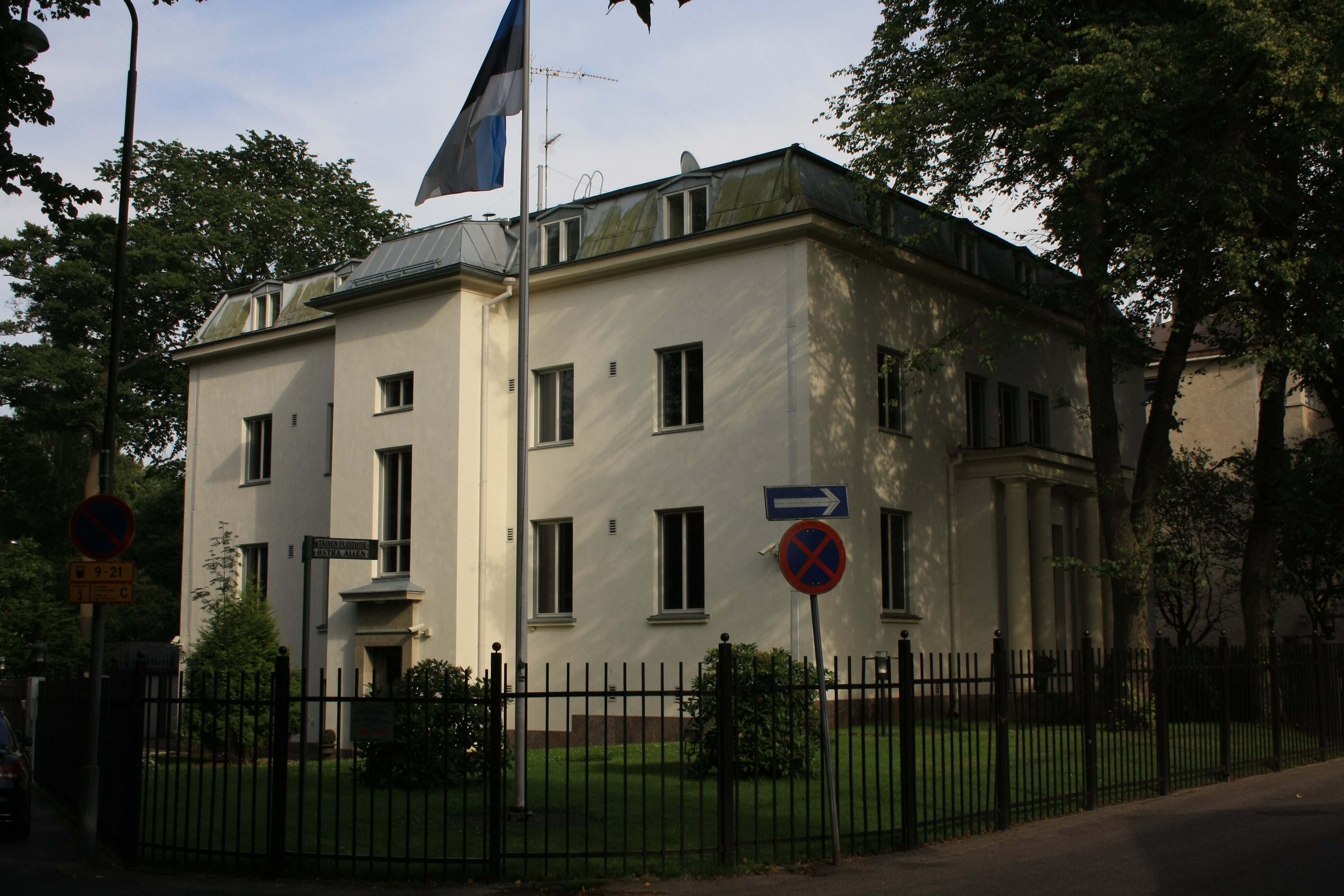
Đại sứ quán tại Helsinki
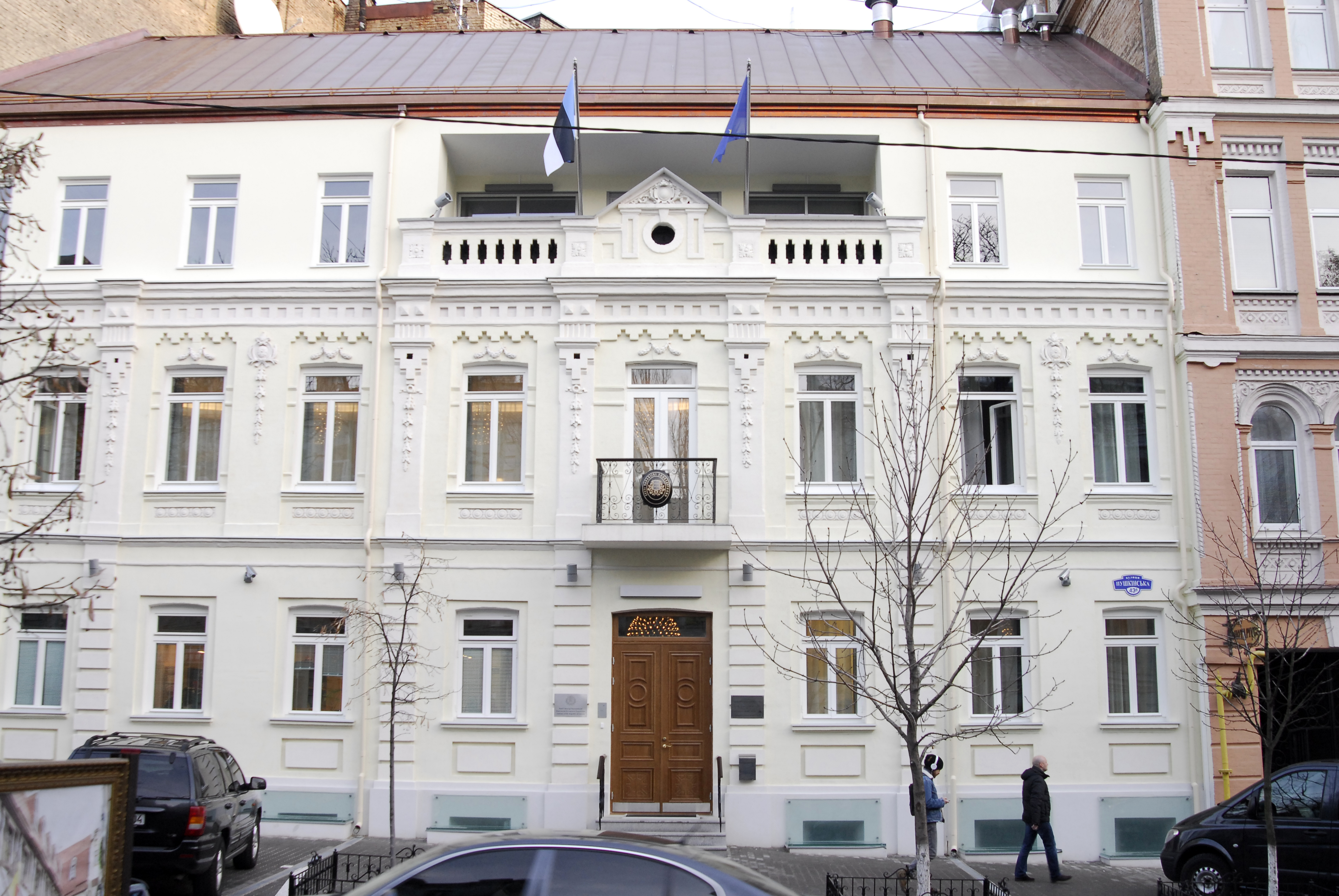
Đại sứ quán tại Kiev
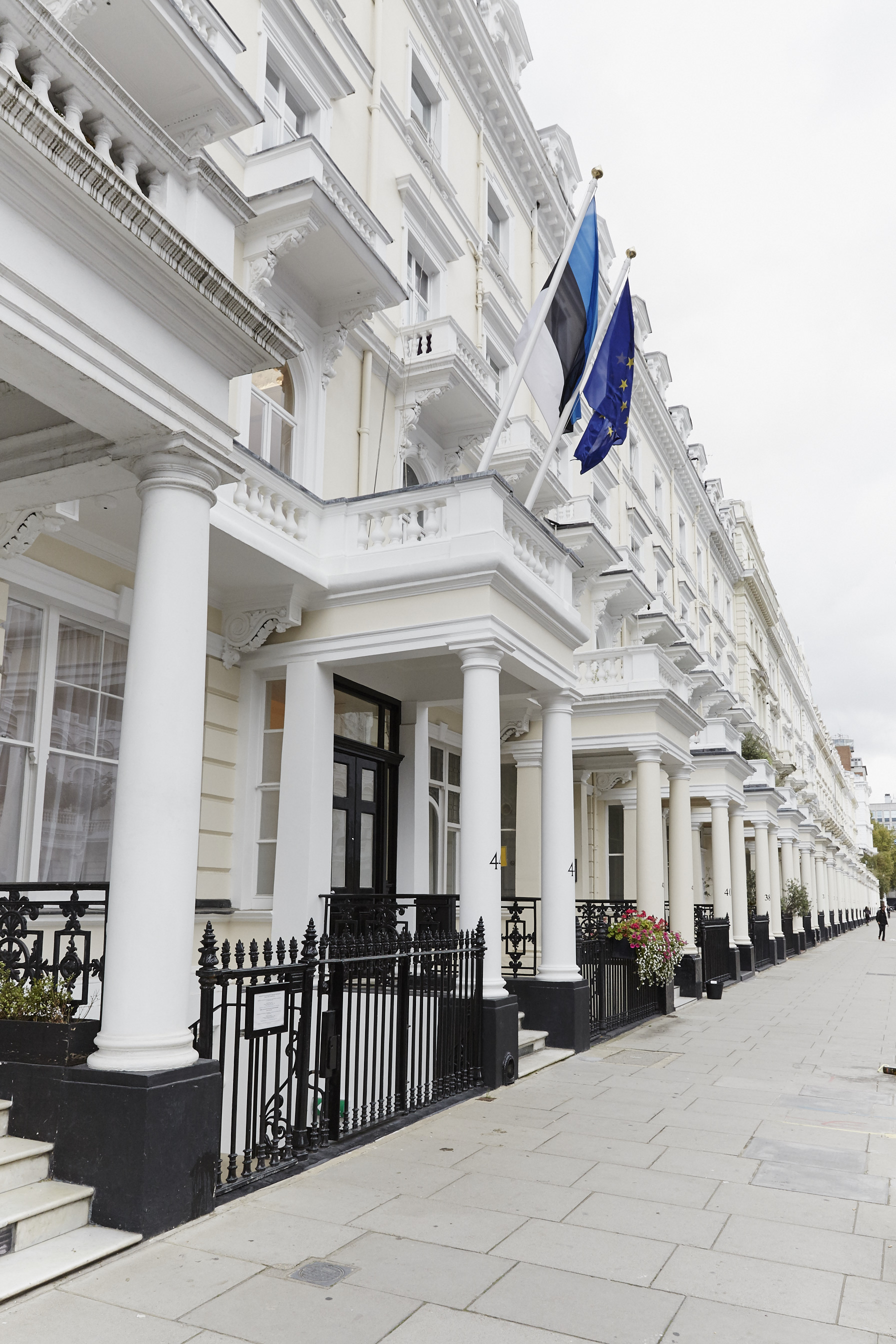
Đại sứ quán tại London
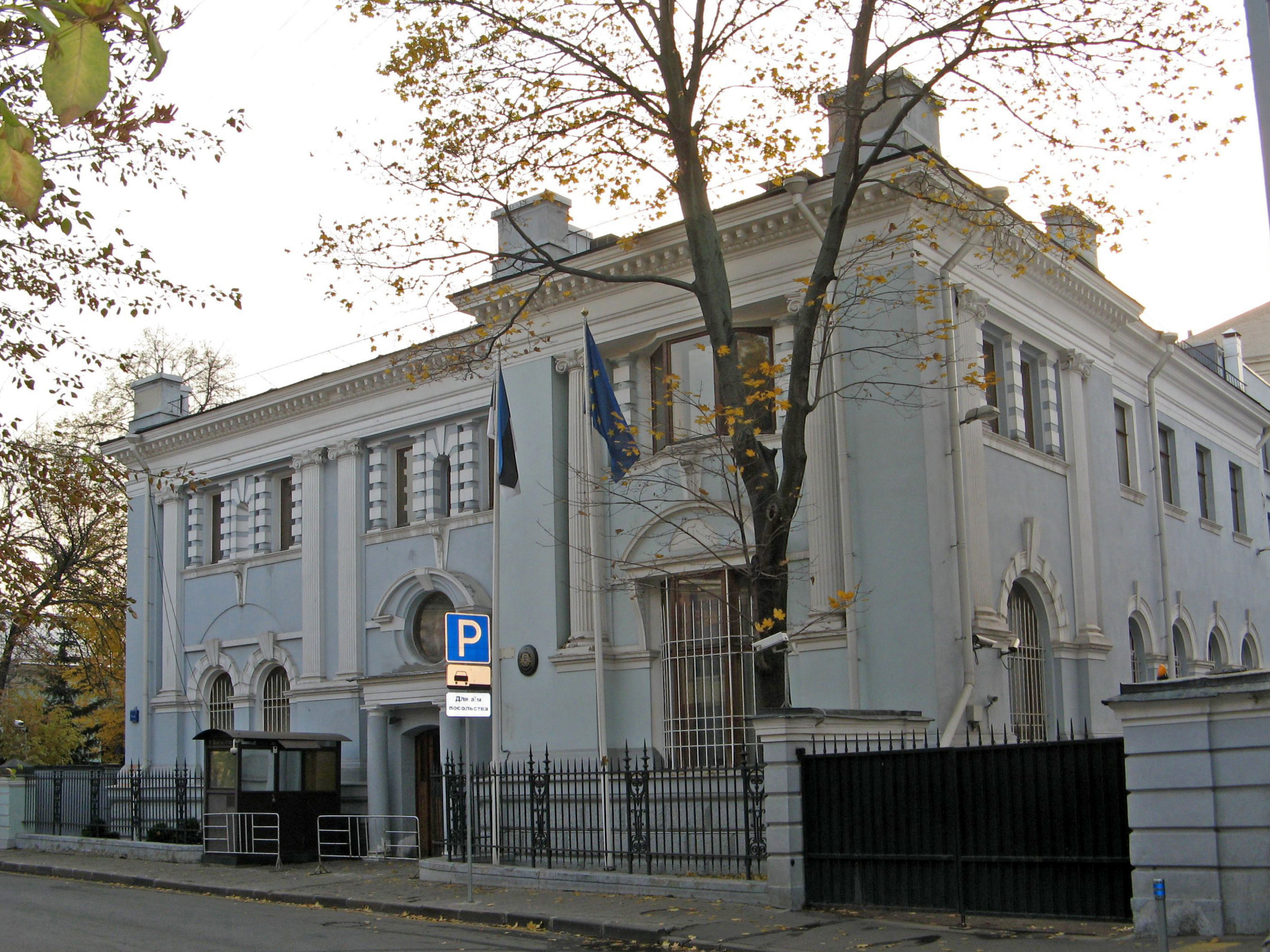
Đại sứ quán tại Moscow
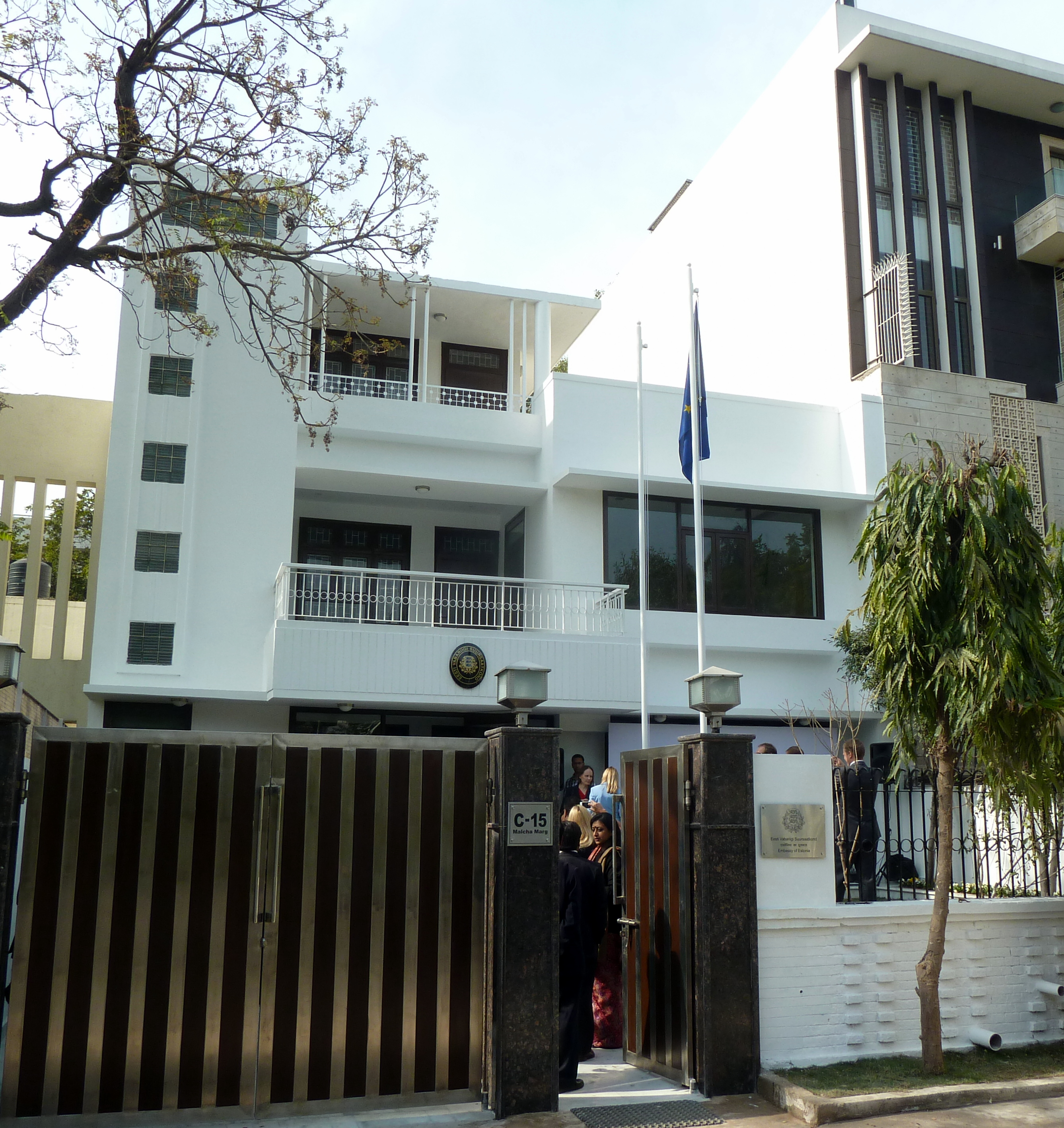
Đại sứ quán tại New Delhi
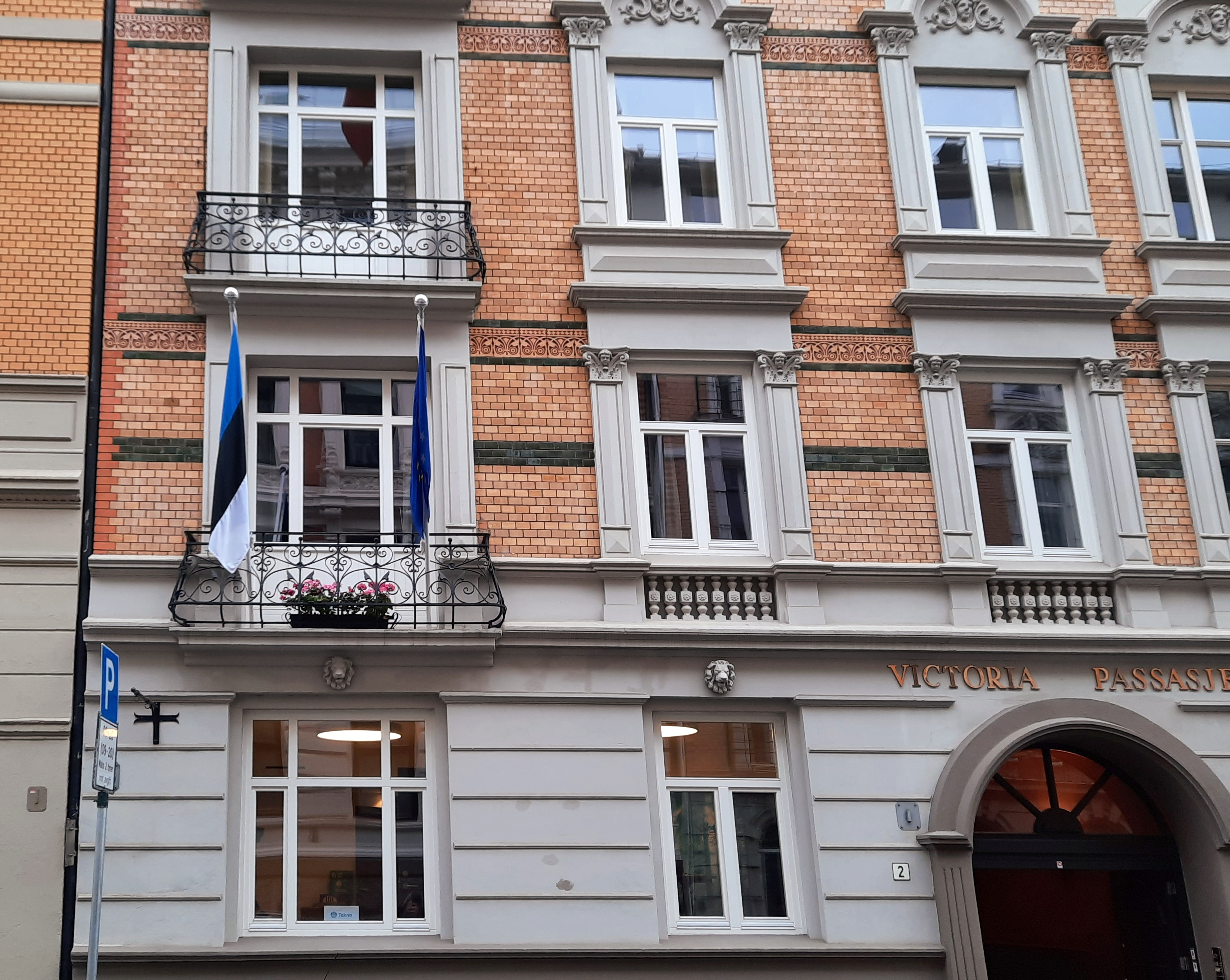
Đại sứ quán tại Oslo
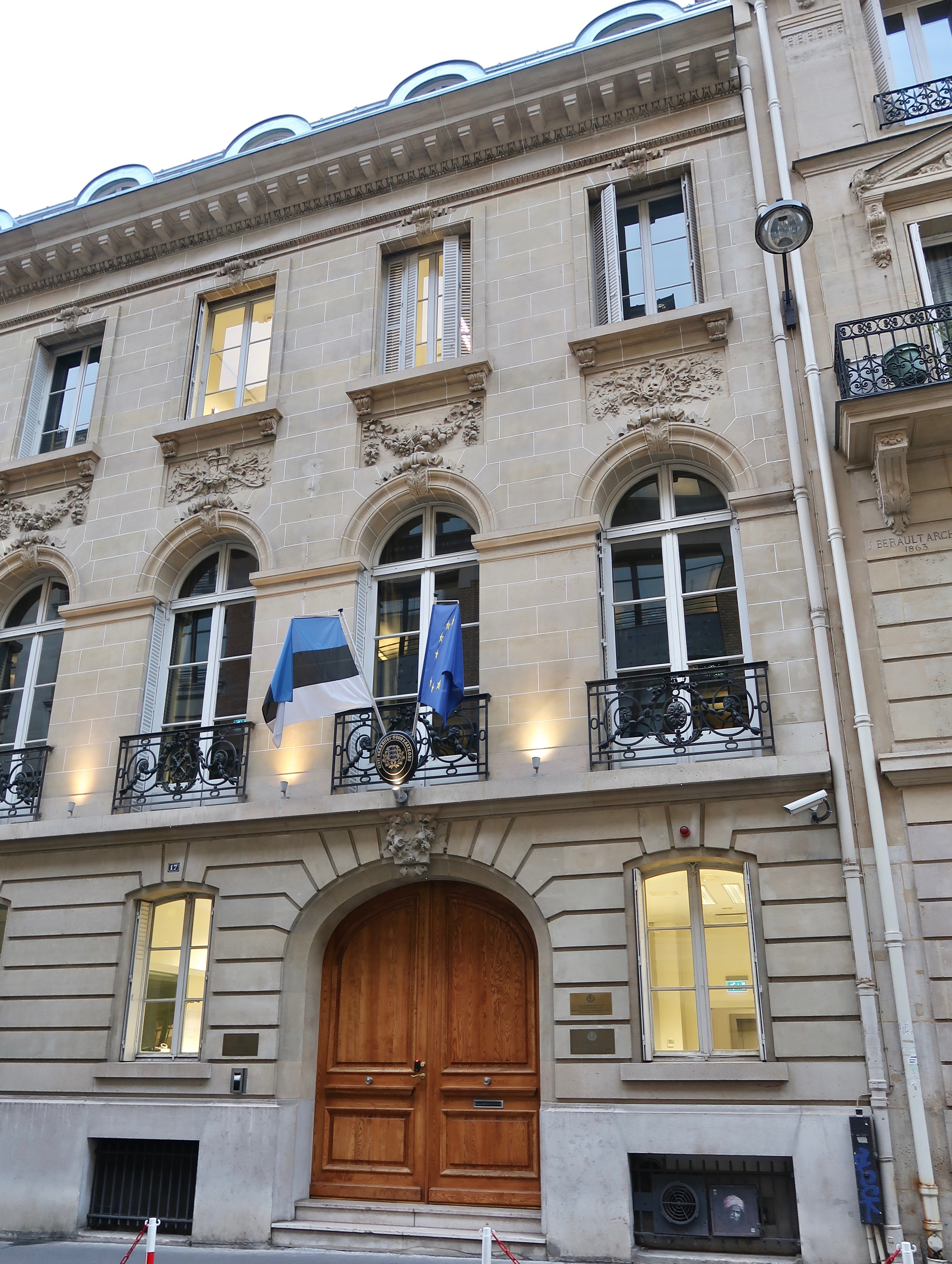
Đại sứ quán tại Paris
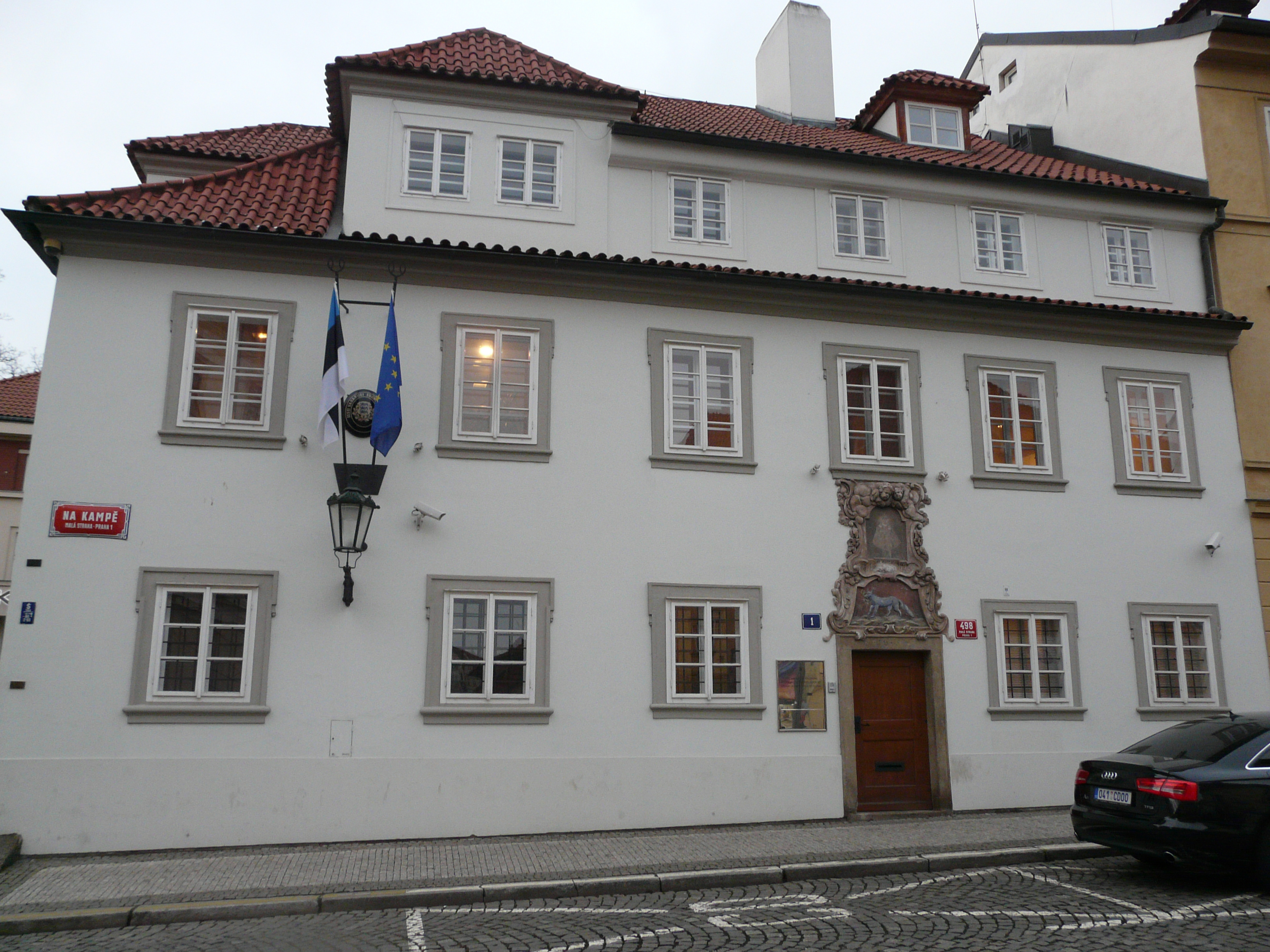
Đại sứ quán tại Prague
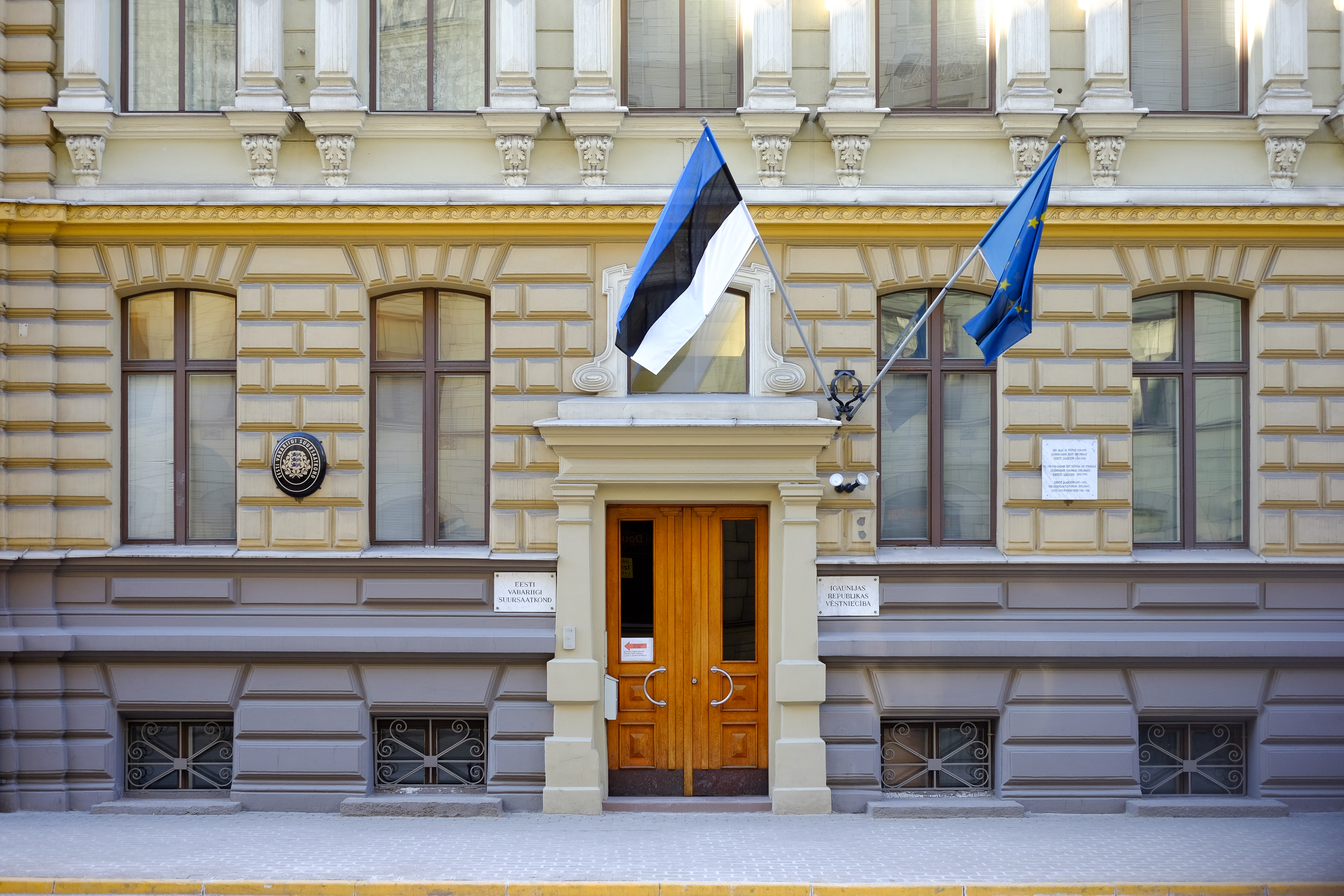
Đại sứ quán tại Riga
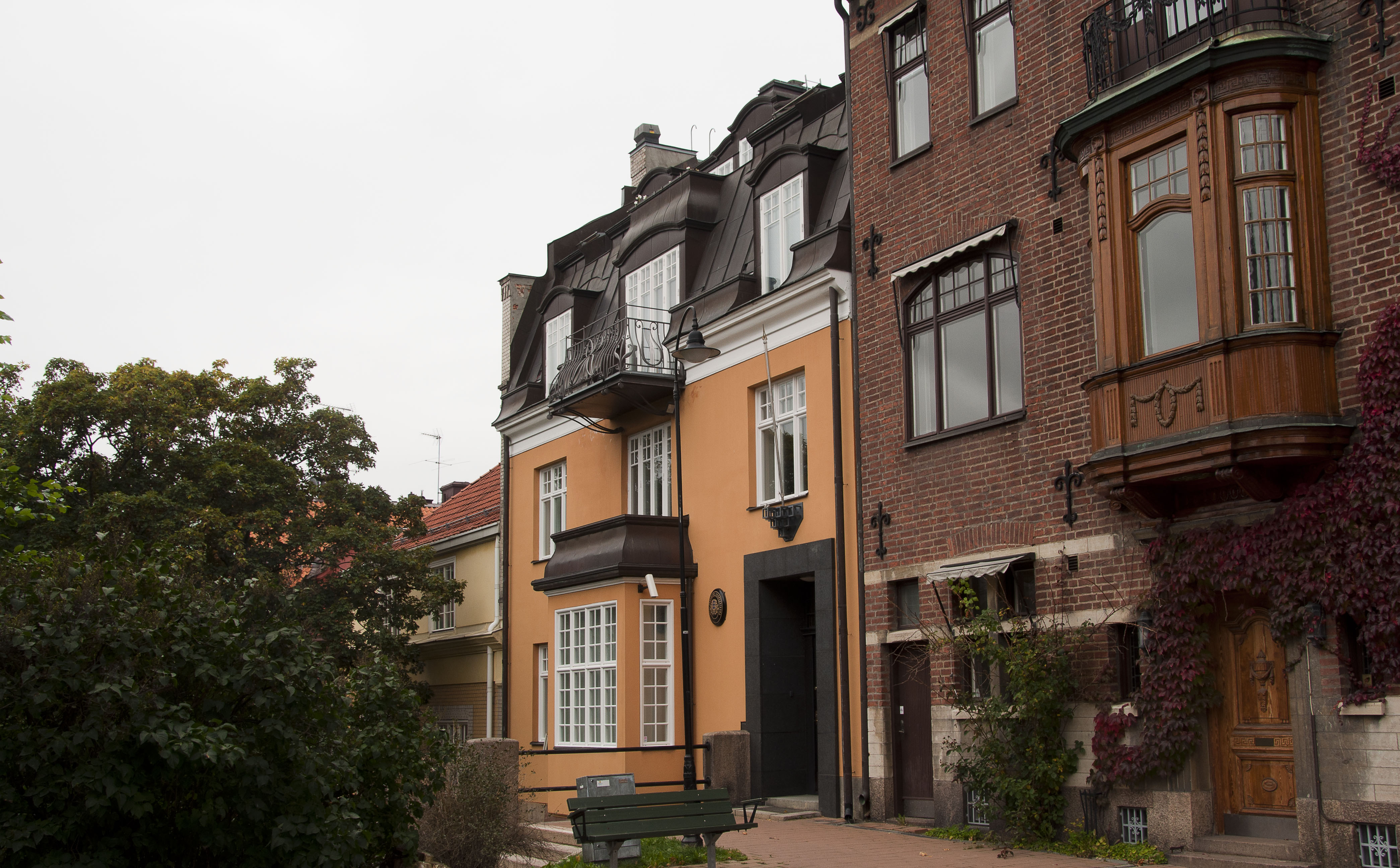
Đại sứ quán tại Stockholm
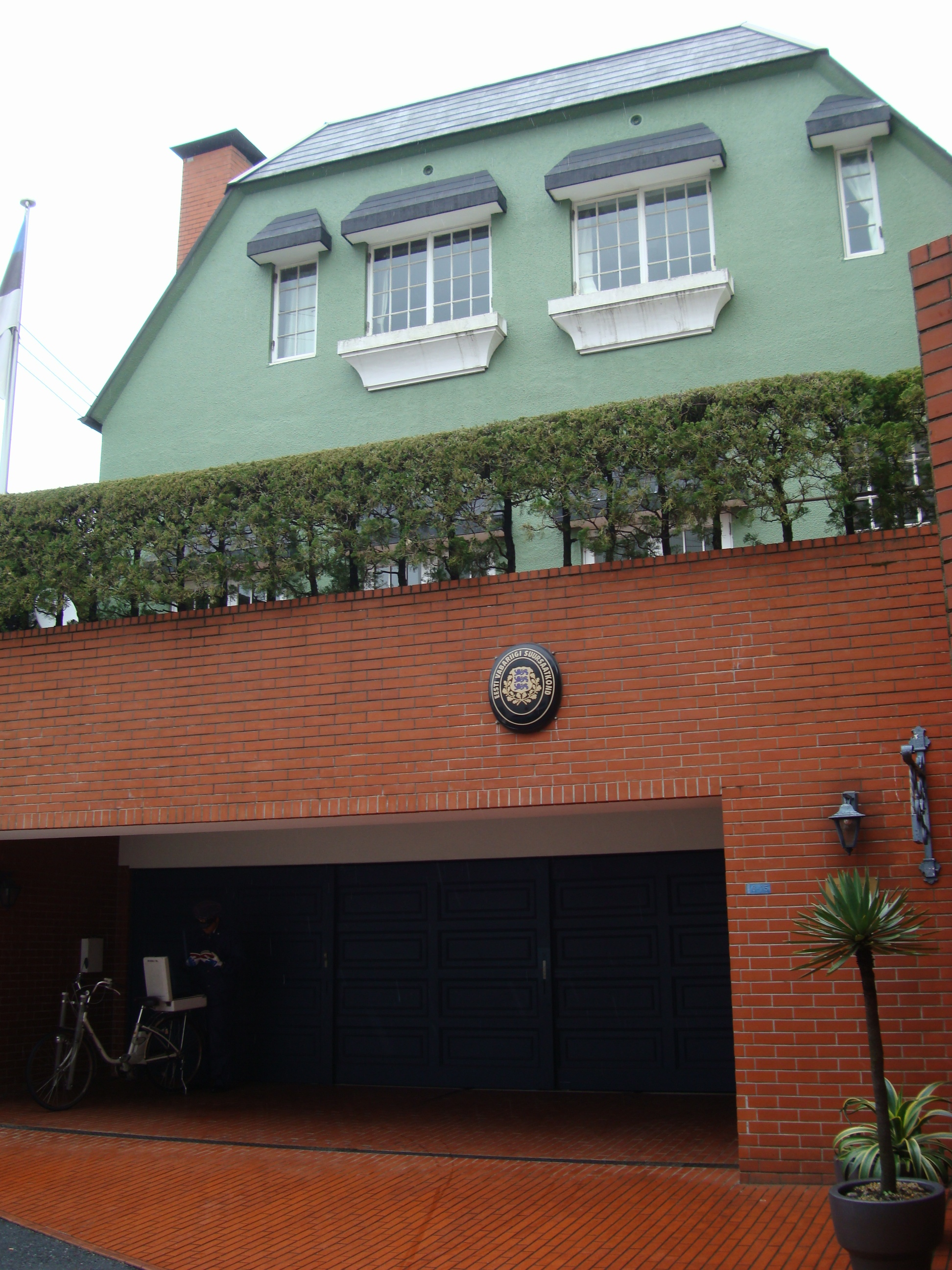
Đại sứ quán tại Tokyo
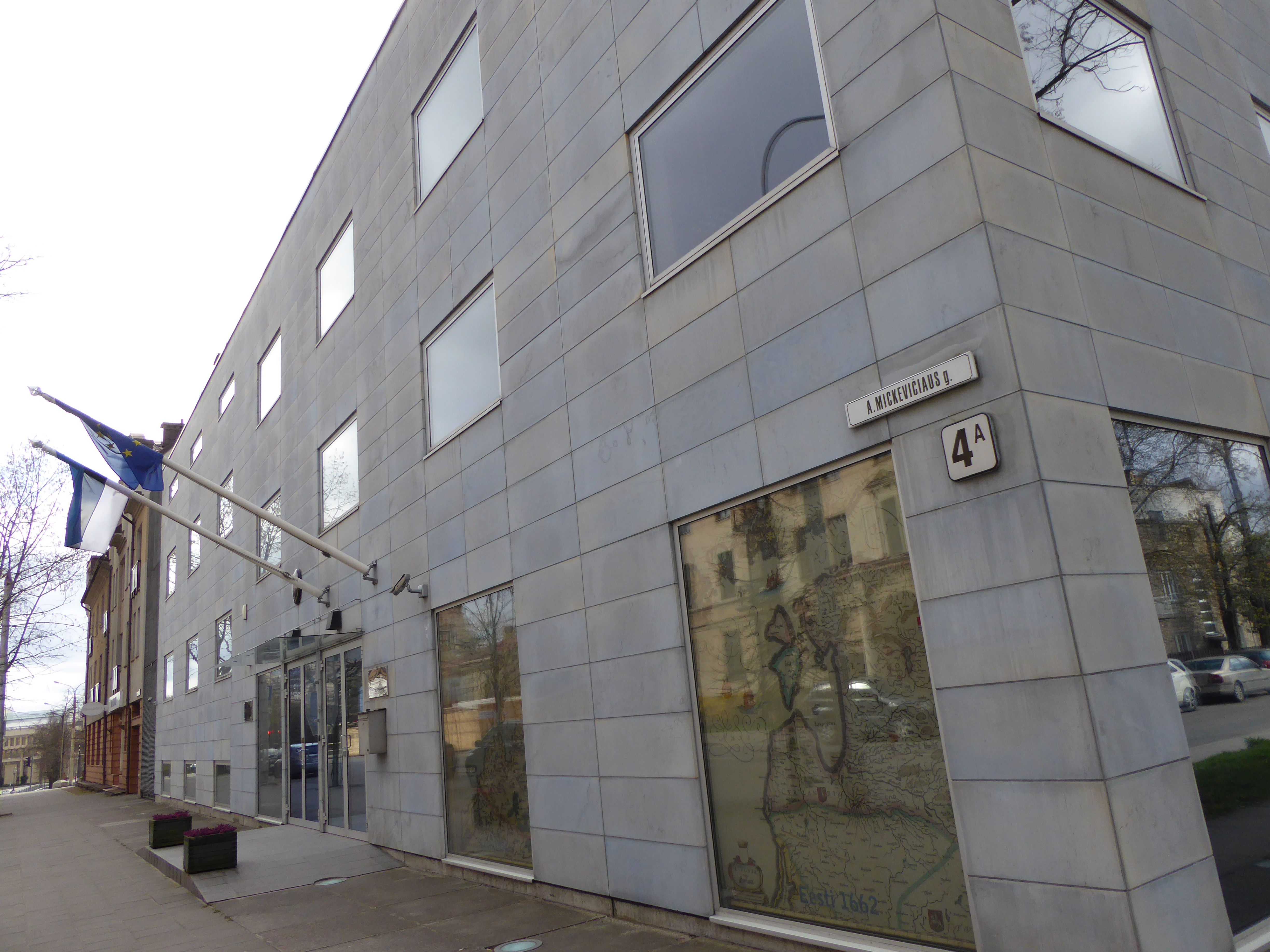
Đại sứ quán tại Vilnius
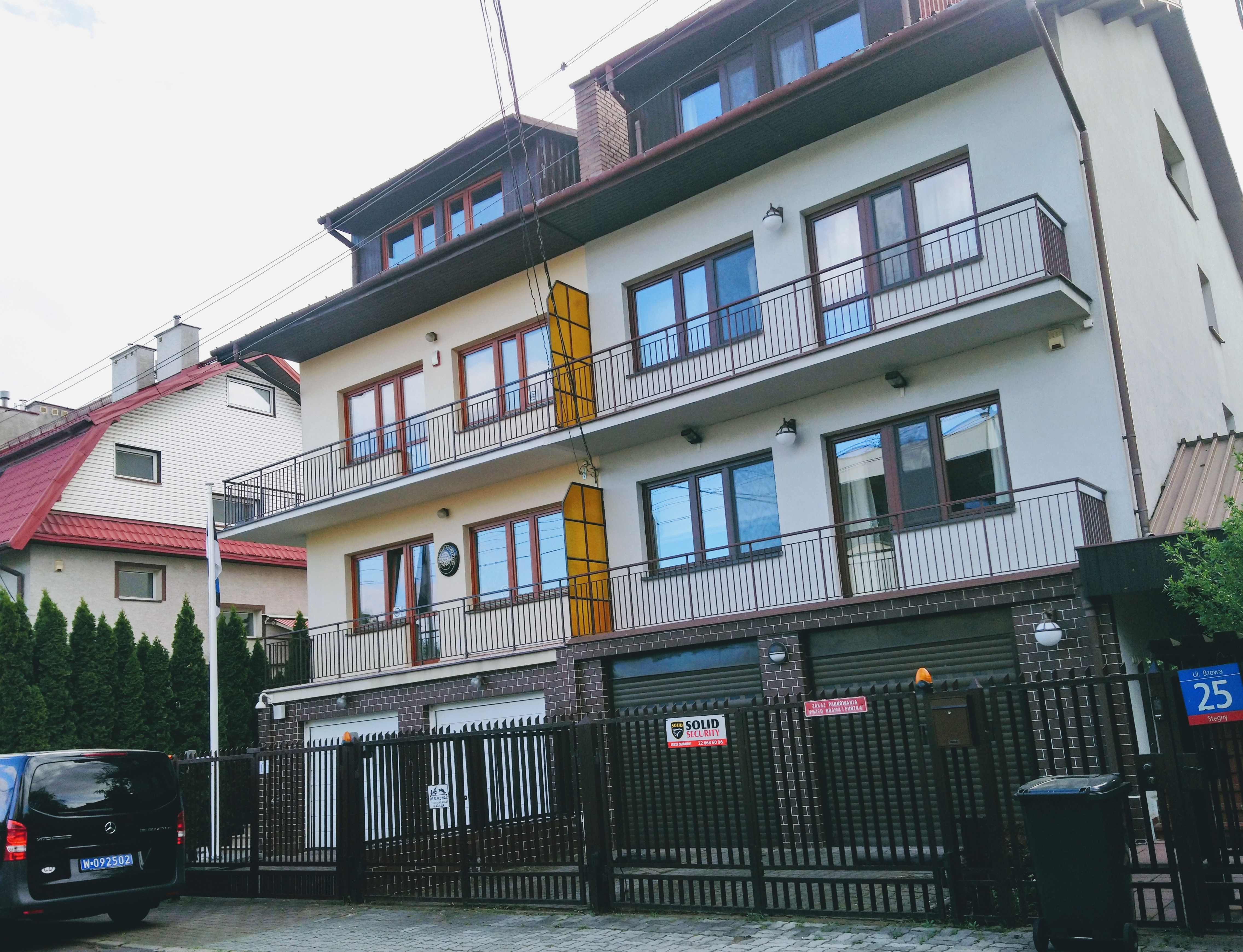
Đại sứ quán tại Warsaw
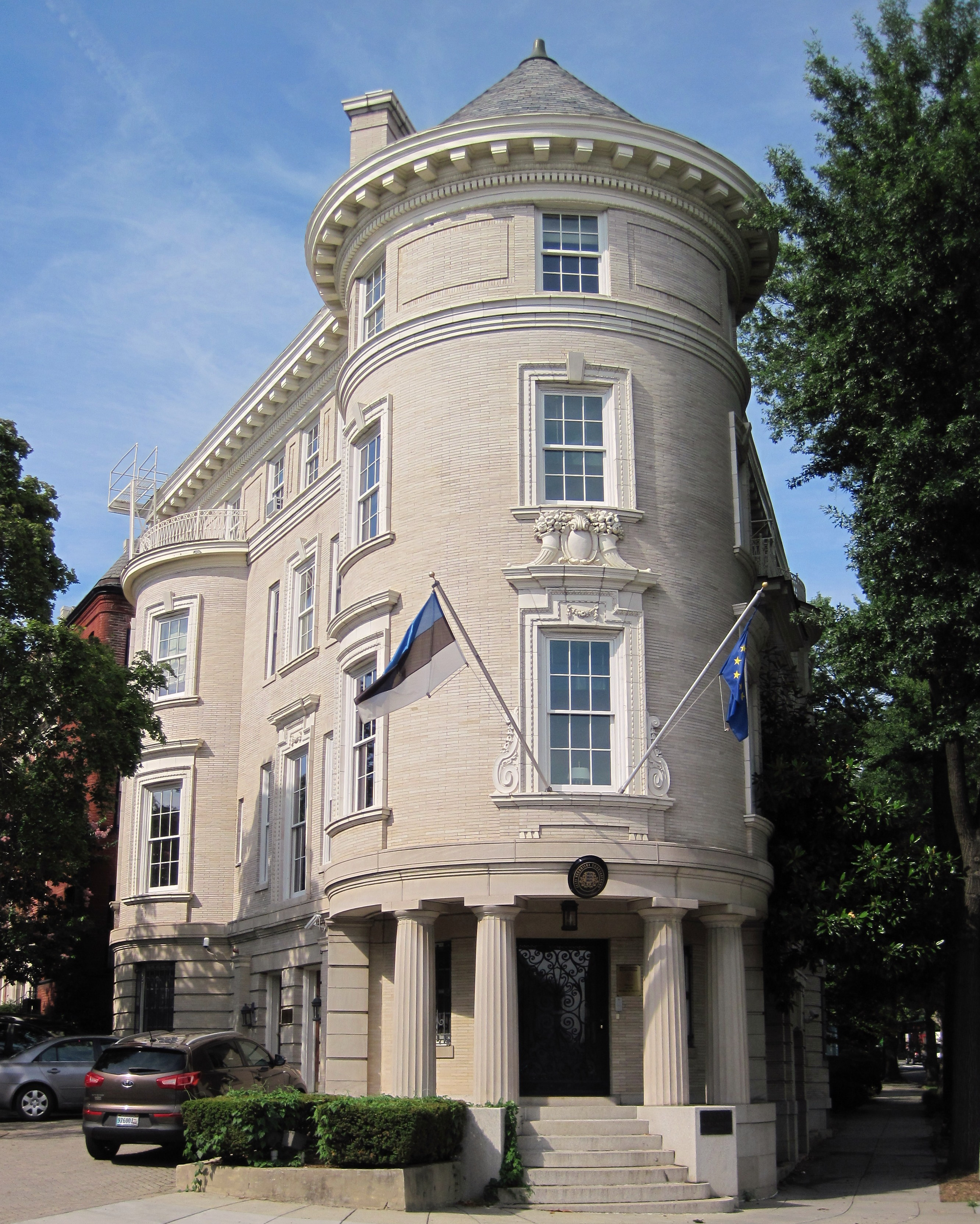
Đại sứ quán tại Washington, D.C.
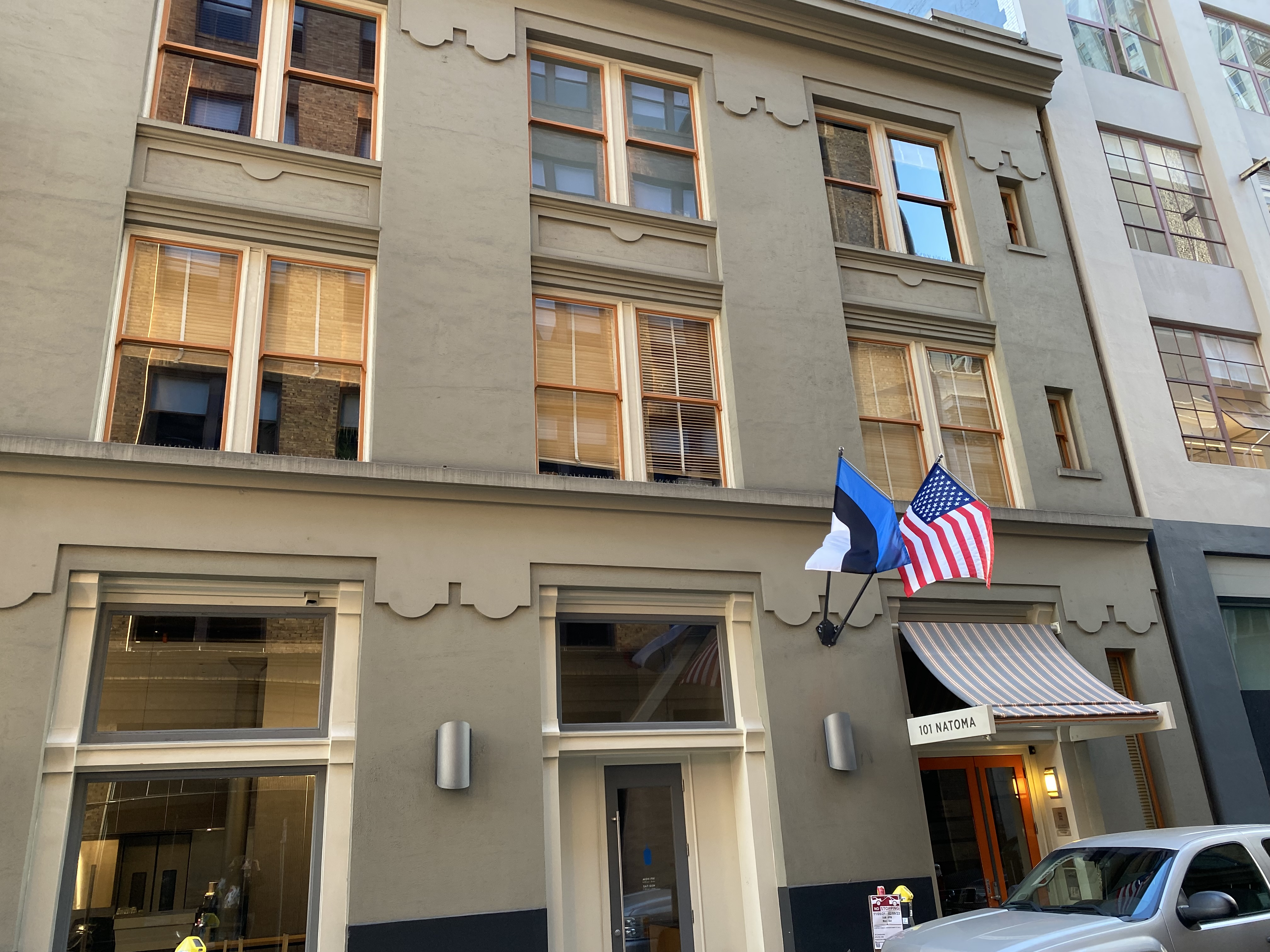
Tổng lãnh sự quán tại San Francisco

- Bộ Ngoại giao Estonia Lưu trữ ngày 31 tháng 8 năm 2006 tại Wayback Machine

1. ↑  “Ministry of Foreign Affairs 1991-2006”. Bản gốc lưu trữ ngày 18 tháng 10 năm 2006. Truy cập ngày 8 tháng 4 năm 2023.
2. ↑  “Dānijas Karalistes valdības, Igaunijas Republikas valdības, Somijas Republikas valdības, Islandes Republikas valdības, Latvijas Republikas valdības, Lietuvas Republikas valdības, Norvēģijas Karalistes valdības un Zviedrijas Karalistes valdības saprašanās memorands par principiem, kas jāievēro, izvietojot diplomātus pušu pārstāvniecību telpās”. LIKUMI.LV (bằng tiếng Latvia). Truy cập ngày 28 tháng 11 năm 2020.[liên kết hỏng]
3. ↑  Affairs, Ministry of Foreign (30 tháng 8 năm 2011). “Reinforced diplomatic cooperation between the Nordic and Baltic countries”. Government.no (bằng tiếng Anh). Truy cập ngày 28 tháng 11 năm 2020.
4. ↑  Elksnītis, Uldis. “Co-operation among the Baltic and Nordic countries”. www.mfa.gov.lv. Truy cập ngày 28 tháng 11 năm 2020.
5. ↑  “Reinforced diplomatic cooperation between the Nordic and Baltic countries”. Latvia (bằng tiếng Anh). Truy cập ngày 28 tháng 11 năm 2020.
6. ↑  September 2011, Publisert 01 September 2011 | Oppdatert 01. “To strengthen good relations - Innovation Circle”. www.innovationcircle.no (bằng tiếng Anh). Truy cập ngày 28 tháng 11 năm 2020.
7. ↑  “Estonia decides to re-open its embassy in Hungary | Ministry of Foreign Affairs”.